# Não Te Amo
"Não Te Amo" é uma canção do cantor brasileiro Jão, gravada para seu terceiro álbum de estúdio Pirata (2021). A canção foi escrita por Jão com Guilherme Pereira e Pedro Tófani, enquanto a produção foi realizada pelo próprio cantor com Zebu. Foi lançada através da Universal Music em 19 de outubro de 2021 como segundo single de Pirata, simultaneamente com o lançamento do álbum.

## Antecedentes e lançamento
"Não Te Amo" foi lançada pela Universal Music em 19 de outubro de 2021 como a segunda faixa do terceiro álbum de estúdio de Jão, Pirata. Com o lançamento do álbum, a canção foi lançada como seu segundo single. "Não Te Amo" foi escrita por Jão com Pedro Tófani e Zebu, com a produção sendo realizada pelo próprio cantor com Zebu. Foi masterizada por Chris Gehringer e mixada por Chris Gehringer.

## Vídeo musical
Um vídeo musical para "Não Te Amo" foi dirigido por Pedro Tófani e foi publicado no canal oficial de Jão no YouTube em 20 de outubro de 2021. O vídeo é ambientado em um cenário praiano. Os personagens encaram um ambiente apocalíptico, com asteroides caindo no céu. Todos estão tentando salvar suas vidas, no entanto, eles acham que a melhor solução é aproveitar o fim do mundo curtindo.

## Apresentações ao vivo
Jão apresentou "Não Te Amo" pela primeira vez em sua live no TikTok em 16 de novembro de 2021. Em 16 de dezembro de 2021, ele publicou uma apresentação da canção em seu canal no YouTube. Jão incluiu "Não Te Amo" na set list de sua Turnê Pirata.

## Prêmios e indicações
| Ano  | Prêmio               | Categoria                       | Resultado | Ref.   |
| ---- | -------------------- | ------------------------------- | --------- | ------ |
| 2022 | Music Video Festival | Melhor Videoclipe               | Venceu    | [ 10 ] |
| 2022 | Music Video Festival | Melhor Direção em Videoclipe    | Indicado  | [ 10 ] |
| 2022 | Music Video Festival | Melhor Fotografia em Videoclipe | Indicado  | [ 10 ] |
| 2022 | Music Video Festival | Efeitos Especiais em Videoclipe | Indicado  | [ 10 ] |

## Créditos
Todo o processo de elaboração de "Não Te Amo" atribui os seguintes créditos:
Gravação
- Mixada em Chumba Music
- Masterizada em Sterling Sound (Nova Iorque)

Produção
- Jão: composição, vocalista principal, produção
- Guilherme Pereira (Zebu): composição, produção
- Pedro Tófani: composição, produção
- Rafael Fadul: mixagem
- Chris Gehringer: masterização

## Certificações
| Região                                                       | Certificação | Vendas  |
| ------------------------------------------------------------ | ------------ | ------- |
| Brasil (Pro-Música Brasil)                                   | Platina      | 80 000‡ |
| ‡vendas+valores de streaming baseados apenas na certificação |              |         |